# Harrikrisna Anenden
 (juin 2024).
La mise en forme du texte ne suit pas les recommandations de Wikipédia : il faut le « wikifier ».
Les points d'amélioration suivants sont les cas les plus fréquents. Le détail des points à revoir est peut-être précisé sur la page de discussion.
- Les titres sont pré-formatés par le logiciel. Ils ne sont ni en capitales, ni en gras.
- Le texte ne doit pas être écrit en capitales (les noms de famille non plus), ni en gras, ni en italique, ni en « petit »…
- Le gras n'est utilisé que pour surligner le titre de l'article dans l'introduction, une seule fois.
- L'italique est rarement utilisé : mots en langue étrangère, titres d'œuvres, noms de bateaux, etc.
- Les citations ne sont pas en italique mais en corps de texte normal. Elles sont entourées par des guillemets français : « et ».
- Les listes à puces sont à éviter, des paragraphes rédigés étant largement préférés. Les tableaux sont à réserver à la présentation de données structurées (résultats, etc.).
- Les appels de note de bas de page (petits chiffres en exposant, introduits par l'outil «  Source ») sont à placer entre la fin de phrase et le point final[comme ça].
- Les liens internes (vers d'autres articles de Wikipédia) sont à choisir avec parcimonie. Créez des liens vers des articles approfondissant le sujet. Les termes génériques sans rapport avec le sujet sont à éviter, ainsi que les répétitions de liens vers un même terme.
- Les liens externes sont à placer uniquement dans une section « Liens externes », à la fin de l'article. Ces liens sont à choisir avec parcimonie suivant les règles définies. Si un lien sert de source à l'article, son insertion dans le texte est à faire par les notes de bas de page.
- La présentation des références doit suivre les conventions bibliographiques. Il est recommandé d'utiliser les modèles {{Ouvrage}}, {{Chapitre}}, {{Article}}, {{Lien web}} et/ou {{Bibliographie}}. Le mode d'édition visuel peut mettre en forme automatiquement les références.
- Insérer une infobox (cadre d'informations à droite) n'est pas obligatoire pour parachever la mise en page.

Pour une aide détaillée, merci de consulter Aide:Wikification.
Si vous pensez que ces points ont été résolus, vous pouvez retirer ce bandeau et améliorer la mise en forme d'un autre article.
Harrikrisna Anenden, né en 1947 à Maurice, est un réalisateur mauricien.

## Biographie
Harrikrisna Anenden naît à Maurice en 1947. Il commence à prendre des photos à l'âge de 12 ans et déménage ensuite à Londres pour étudier la photographie médicale. Il est diplômé de la London Film School et étudie la critique cinématographique à l'université de Londres. Harrikrisna Anenden travaille comme photographe et technicien de laboratoire pour plusieurs employeurs, dont l'université de Maurice. En 1980, il fait ses débuts au cinéma avec L'Argile et la Flamme. 
Pendant plusieurs années, Anenden travaille pour l'Organisation mondiale de la santé (OMS). Il réalise plusieurs documentaires pour l'OMS, dont Blood, the Gift of Life en 1999 et Facing Up to AIDS en 2000.
Anenden réalise La Cathédrale en 2006. Le film suit Lina, une jeune femme de la capitale, Port-Louis, qui rencontre un photographe amoureux d'elle. Cependant, elle le repousse sur les marches d'une cathédrale catholique. Cinema Escapist le désigne comme meilleur film mauricien. Anenden choisit de filmer la maison de Lina dans sa maison d'enfance.
En 2012, Anenden co-réalise Les Enfants de Troumaron aux côtés de son fils Sharvan Anenden. Il suit la vie de quatre adolescents mauriciens qui luttent pour survivre dans l'une des régions les plus pauvres de l'île, avec à peine plus que la violence et la prostitution. Les Enfants de Troumaron aborde les thèmes de la disparité des richesses et des problèmes de communication. Le film reçoit le prix du meilleur film aux Africa Movie Academy Awards 2014 et il remporte le prix du meilleur réalisateur. Il est également nommé meilleur film au Festival panafricain du cinéma et de la télévision de Ouagadougou (FESPACO).
Anenden vit à Ferney-Voltaire, en France, à la frontière suisse. Il est marié à l'écrivaine mauricienne Ananda Devi Nirsimloo,.

## Filmographie partielle
- 1980 : L'Argile et la Flamme
- 1999 : Blood, the Gift of Life
- 2000 : Facing Up to AIDS
- 2006 : La Cathédrale
- 2012 : Les Enfants de Troumaron
- 2016 : Un sari sans fin